# 大石泰彦
大石 泰彦（おおいし やすひこ、1922年7月21日 - 2014年1月16日）は、日本の経済学者。専門は、近代経済学（厚生経済学・交通問題）。学位は、経済学博士（東京大学・論文博士・1961年）。東京大学名誉教授。元東京大学経済学部長。日本会議代表委員。勲二等瑞宝章受章者。位階は正四位。

## 略歴
大分県中津市生まれ。旧制水戸中学校、旧制水戸高等学校を経て、1943年、東京帝国大学経済学部卒業。
1948年、東京帝国大学大学院特別研究生を退学し、東京大学経済学部助教授に就任。1960年、東京大学経済学部教授に昇任。1969年から1970年まで東京大学経済学部長。
1983年、東京大学を退官し、東京大学名誉教授となる。同年、立正大学経済学部教授。1986年から立正大学経済学部長。1989年から1993年まで郵政省郵政研究所所長。日本会議委員も務めた。
2014年1月16日に死去。

## 人物

### 統一教会との関係
- 大石は統一教会の関連団体「世界平和教授アカデミー」の常任理事を務めていた[3][4][5]。

## 栄典
- 2003年: 勲二等瑞宝章[1]
- 2014年: 正四位[6]

## 著書・訳書

### 単著
- 『現代経済学入門（増補改訂版）』（有斐閣<有斐閣双書>、1973年）
- 『経済原論』<経済学入門叢書>（東洋経済新報社、1980年）
- 『東大教授のたわごと』（近代消防社<JED新書>、1980年）

### 共著
- 『技術変動下の労働と生活』<東京大学産業経済研究叢書>（司馬正次、川口融との共著、東京大学出版会、1973年）

### 編著
- アジア経済研究所『アジアの経済成長と貿易』<アジア経済調査研究双書139集>（アジア経済研究所、1967年）
- 『近代経済学1 基礎理論』（熊谷尚夫との共編、有斐閣<有斐閣双書:入門・基礎知識編>1970年）
- 『近代経済学2 応用経済学』（熊谷尚夫との共編、有斐閣<有斐閣双書:入門・基礎知識編>1970年）
- 『近代経済学3 近代経済学史』（熊谷尚夫との共編、有斐閣<有斐閣双書:入門・基礎知識編>1970年）
- 『近代経済学を学ぶ』（伊達邦春との共編、有斐閣<有斐閣選書>1972年）
- 『道路経済学論集』（河野博忠、蔵下勝行との共編、東洋経済新報社、1975年）
- 『テキストブック経済学』（大谷竜造、中桐宏文との共編、有斐閣<有斐閣ブックス>、1977年）
- 『公共経済学の展開-大石泰彦教授還暦記念論文集-』（岡野行秀、根岸隆との共編、東洋経済新報社、1983年）
- 『経済理論と計量分析-伊達邦春教授古稀記念論文集-』（福岡正夫との共編、早稲田大学出版会、1992年）
- 『わが国道路交通革命期の政策論-日本交通政策研究会15周年記念論文-』（今野源八郎との共編、勁草書房、1993年）
- 『限界費用価格形成原理の研究I』（勁草書房、2005年）

### 訳書
- R・G・D・アレン『経済研究者のための統計学』（大澤豊との共訳、東洋経済新報社、1952年 ）
- アルヴィン・ハーヴィ・ハンセン『ケインズ経済学入門』（東京創元社、1953年）
- K・E・ボールディング『ボールディング近代経済学（上）』、同（下）（宇野健吾との監訳、丸善、1963年-1964年）
- J・R・ヒックス『世界経済論』（岩波書店、1964年）
- ウイリアム・アロンゾ『立地と土地利用-地価の一般理論について-』（折下功との共訳、朝倉書店、1966年）
- ハラルド・クラーメル『確率論入門』（東洋経済新報社、1966年）
- K・E・ボールディング『ボールディング近代経済学（上）（微視経済学）』、同（下）（宇野健吾との監訳、丸善、1971年）
- K・E・ボールディング『ボールディング近代経済学2（巨視経済学）』（宇野健吾との監訳、丸善、1972年）
- アレクサンダー・マクファーレン・ムード『統計学入門 上』（マグロウヒル出版、1978年）
- アヴィナッシュ・K・ディキシット『経済理論における最適化』<日本交通政策研究会研究双書1>（磯前秀二との共訳、勁草出版サービスセンター、1983年）
- P・ネイカンプ『環境経済学の理論と応用』<日本交通政策研究会研究双書3>（藤岡明房、萩原清子、金沢哲雄との共訳、勁草書房、1985年）
- アルヴィン・ハーヴィ・ハンセン『ケインズ経済学入門（新装版）』（東京創元社、1986年）
- ヤン・ティンベルヘン『最適社会秩序の探求-生産、所得および厚生-』<日本交通政策研究会研究双書7>（笠松学、樋口清秀との共訳、第三出版、1990年）
- オイステイン・オア、ロビン・J・ウィルソン『やさしくくわしいグラフ理論入門』（日本評論社、1993年）
- アヴィナッシュ・K・ディキシット『経済理論における最適化』<日本交通政策研究会研究双書11>（磯前秀二との共訳、勁草書房、1997年）
- ロビン・J・ウィルソン、ジョン・J・ワトキンス『グラフ理論へのアプローチ』<郵政研究所研究叢書>（日本評論社、1997年）
- アラン・ドーラン、ジョン・オールダス『よくわかるネットワークのアルゴリズム』（日本評論社、2003年）

### その他
- 東京大学経済学部大石泰彦研究室編『ダン・ボール包装と流通経済-ダン・ボール需要の現状分析とそれに基く将来需要の予測』（板紙連合会、1960年）
- 大石泰彦教授古稀記念論文集刊行会『現代経済社会における諸問題-大石泰彦教授古稀記念論文集』第1巻～第3巻（東洋経済新報社、1994年）

## 参考
- 蔵下勝行：大石泰彦名誉教授の履歴・業績・社会活動 地域学研究 Vol.24 (1993-1994) No.1 P317-326